# Ван Цзядао
Ван Цзядао (кит. 汪家道, 1916, Хоцю, Аньхой — 1992) — китайский государственный и военный деятель, генерал-майор.
Первый секретарь (глава) парткома КПК провинции Хэйлунцзян (1971—1974) и одновременно глава ревкома Хэйлунцзяна, командующий провинциальным военным округом Хэйлунцзян с августа 1962 по май 1975 года.
Кандидат в члены ЦК Компартии Китая 9 и 10-го созывов.

## Биография
Родился в 1916 году в уезде Хоцю, провинция Аньхой.
В ранние годы воевал в составе 25-й Красной армии Китая, принимал участие в Великом походе. В 1935 году — начальник политотдела 15-го армейского кавалерийского полка.
Во время Японо-китайской войны (1937—1945) — заместитель командира батальона 344-й бригады 115-й дивизии 8-й армии, затем назначен командиром отдельного полка 5-й дивизии.
В ходе Второй гражданской войны между Гоминьданом и Компартией Китая служил замкомандира 20-й бригады 7-й колонны Шаньси-Хэбэй-Луюйского военного округа, командиром 1-й отдельной бригады, командиром 31-й бригады этого же округа, затем назначен командующим 2-й пехотной бригадой 49-й дивизии 17-й армии.
После образования КНР в октябре 1949 года — заместитель командующего 13-й армией Народно-освободительной армии Китая, заместитель командующего 16-й армией НОАК. Затем последовательно занимал должности командующего 5-м корпусом НОАК, заместителя командующего Хэйлунцзянским провинциальным военным округом и командира производственно-строительного корпуса Хэйлунцзяна, заместителя командующего Шэньянским военным округом. В 1955 году присвоено воинское звание «генерал-майор».
С августа 1962 года — командующий Хэйлунцзянским военным округом, с августа 1971 по декабрь 1974 года — одновременно Первый секретарь парткома КПК и глава исполнительной власти (ревкома) провинции Хэйлунцзян.
Скончался в 1992 году в возрасте 76 лет.